# Sacsayhuaman

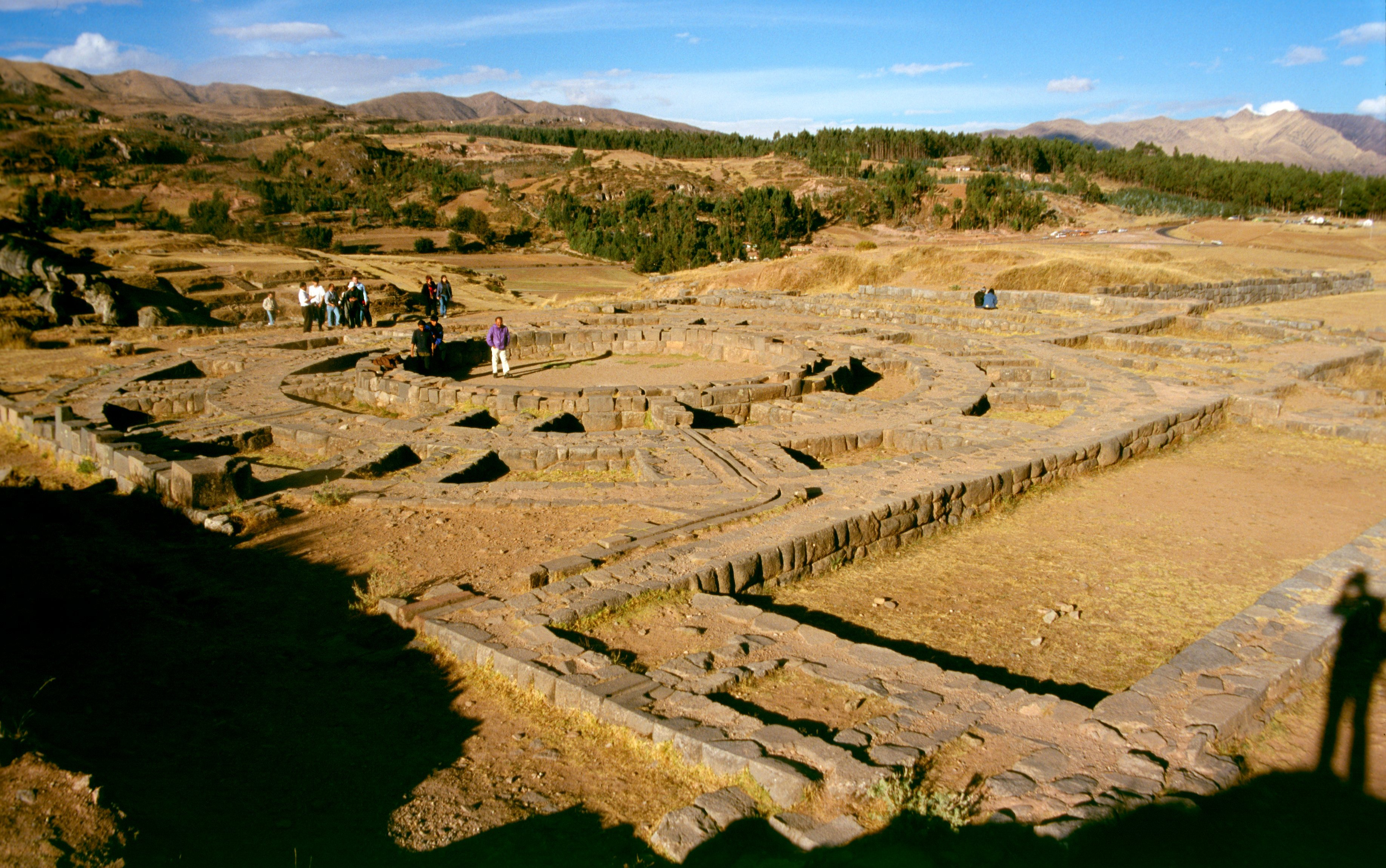
Calendário Solar.

Sacsayhuaman ou Sacsahuamán  é uma fortaleza inca, hoje em ruínas, localizada dois quilômetros ao norte da cidade do Cusco, no Peru.
Supõe-se que Sacsaihuaman foi construída originalmente com propósitos militares para defender-se de tribos invasoras que ameaçavam o Império Inca. A construção foi iniciada pelo Inca Pachacuti, antes de 1438. Quem melhor descreve o monumento é o cronista Garcilaso de la Vega, que afirmou que sua construção durou cerca de 50 anos até o período de Huayna Capac; estava concluído na época da chegada dos conquistadores.
Atualmente se pode apreciar somente 20 porcento do que foi o conjunto arqueológico, já que na época colonial os espanhóis destruíram seus muros para construir casas e igrejas em Cusco.
Da fortaleza se observa uma singular vista panorâmica dos arredores, incluindo a cidade de Cuzco.

## Forma
A zona onde se encontra esta fortaleza corresponde, no desenho da cidade de Cuzco, à cabeça de um puma. Pachacuti Inca Yupanqui, o nono Inca, redesenhou a cidade de Cuzco e lhe deu a forma de um puma deitado (o puma é o guardião das coisas terrenas).

## Altitude
Sacsahuaman encontra-se a 3.700 metros acima do nível do mar.

## Arquitetura

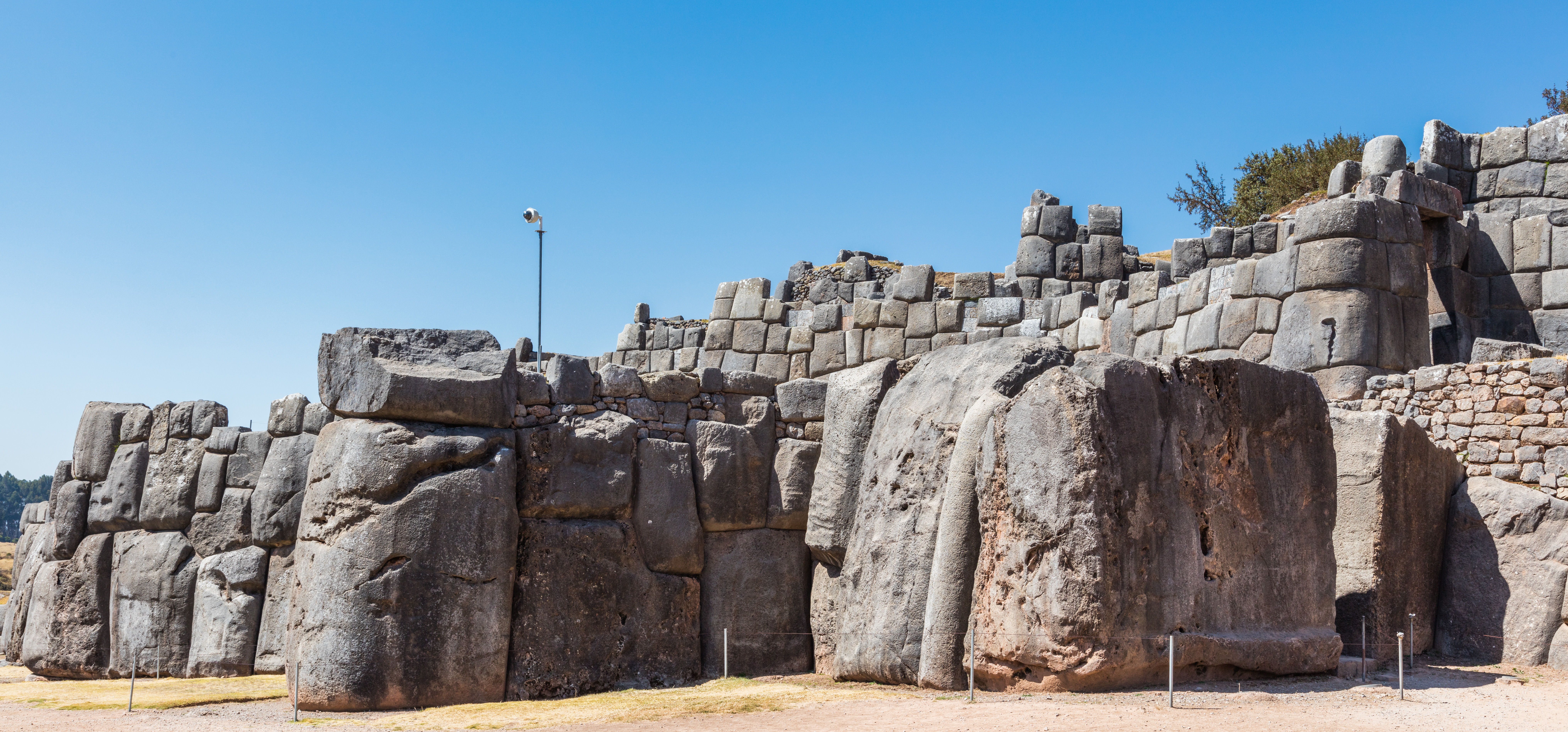
As gigantescas pedras de Sacsaihuaman

A construção em si é peculiar, já que algumas das pedras que ali se encontram são gigantes e fazem que se pergunte como foi possível transportá-las. As pedras foram encaixadas com uma precisão quase inimaginável. É inexplicável decifrar como os incas conseguiram cortar as pedras com tal precisão que nem mesmo uma lâmina de uma faca se pode colocar entre elas. O complexo também conta com uma espécie de tobogã grande de pedras por onde o visitante pode deslizar.
A suavidade da pedra ressalta nestas formações. Há figuras desenhadas nas pedras e rochas, entradas a túneis subterrâneos, anfiteatros, construções de caráter ritual, provavelmente relacionadas com o culto da água. Este local desempenhou um importante papel nas atividades rituais incas.
Pensa-se que correspondeu a uma fortaleza militar, onde os guerreiros eram treinados. Porém há dúvidas a respeito, já que, conforme sua arquitetura , poderia haver tido um fim religioso e haver sido construído como um grande templo ao deus Sol. Sua principal característica é a forma em que foi construída; conta com grandes blocos de pedra, alcançando os mais altos cerca de nove metros. Acredita-se que 20.000 homens tenham trabalhado em sua construção.

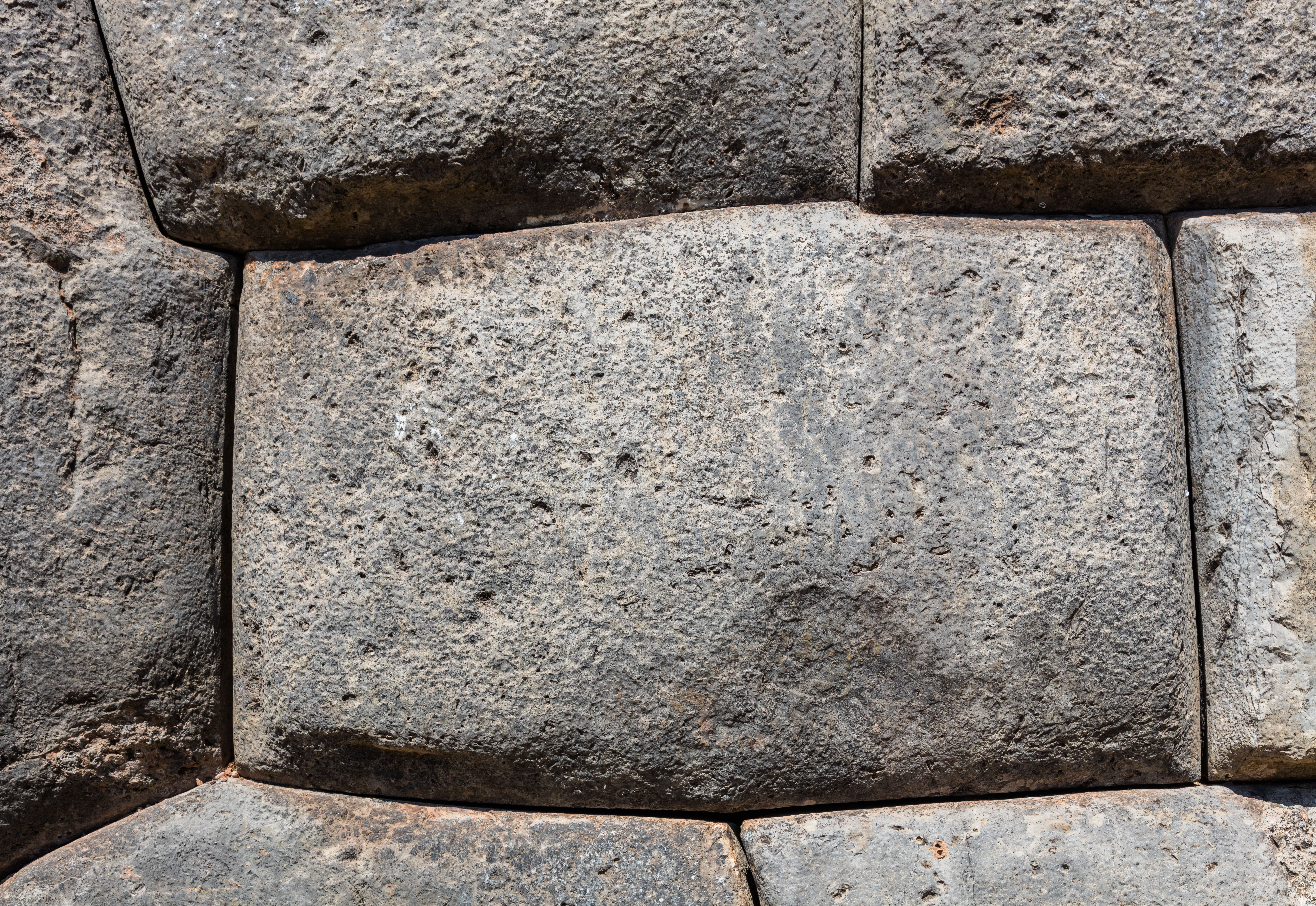
Detalhe de muro.

Dentro da fortaleza havia grandes depósitos de alimentos e armas, e também canais para a distribuição da água. O trono do Inca, localizado junto à fortaleza, consistia de uma grande rocha talhada e polida em vários níveis, de onde o soberano presidia as festas, celebrações, desfiles e dava ordens.
Na atualidade restam vestígios das três muralhas escalonadas edificadas de pedras de origem sedimentária.
Sacsaihuaman está dividida em diferentes setores: Sacsahuaman, Rodadero, Trono do Inca, Warmi K’ajchana, Banho do Inca, Anfiteatros, Chincana, Bases de Torrões, entre outros.

## Como chegar
Para chegar ao lugar deve-se utilizar a estrada que une Cuzco com o Vale Sagrado dos Incas. Também se pode acessar por uma via para pedestres a partir de Cusco.

## Inti Raymi
Em Sacsaihuaman se realiza, em 24 de junho, no solstício de inverno,  o festival anual de Inti Raymi onde se representa o ritual incaico de culto ao deus sol ou inti. As pessoas do lugar se mobilizam com fantasias coloridas e realizam danças típicas repetindo assim a tradição de seus antepassados.
A esta festa chegam visitantes de todo o mundo que reservam seus lugares com muita antecipação.

## Sacsayhuaman
- Vale Sagrado dos Incas